# Wilhelm Helling
Wilhelm Helling (* 25. Juli 1881 in Vehs; † 4. September 1925 in Davos) war ein deutscher Politiker (SPD).

## Leben und Wirken
Wilhelm Helling besuchte die Volksschule in Vehs und eine Privatschule in der Schweiz. Danach war Helling einige Jahre in der Landwirtschaft tätig. Später wechselte er ins Hotelgewerbe und arbeitete als Kellner, Buchhalter, Geschäftsführer und war in dieser Eigenschaft fünf Jahre in Frankreich, vier Jahre in Norwegen und kürzere Zeiträume in England, Belgien, Holland, Schweiz, Italien und Ägypten tätig.
Von 1911 bis 1914 war Helling Mitinhaber eines Modewarengeschäfts in Christiania. 1914 kehrte er nach Deutschland zurück um vom Juli 1915 bis zum Kriegsende am Ersten Weltkrieg teilzunehmen, den er größtenteils an der Westfront miterlebte. Im Krieg lungenleidend geworden, wurde er mit 40 % Rente entlassen.
Im Frühjahr 1919 übernahm Helling den Vorsitz des Nordwestdeutschen Heuerleute-Verbandes in Osnabrück. Ab 1922 war er zudem Mitbegründer und Vorstandsmitglied des Reichsverbandes landwirtschaftlicher Kleinbetriebe in Berlin. Daneben begann er sich verstärkt in der Sozialdemokratischen Partei Deutschlands (SPD) zu engagieren.
Im Dezember 1924 wurde Helling als Kandidat der SPD für den Wahlkreis 14 (Weser-Ems) als Abgeordneter in den Reichstag gewählt, dem er bis zu seinem Tod im September 1925 angehörte. Im Parlament fiel er vor allem als Agrarexperte auf. Nach seinem Tod wurde Hellings Mandat für den Rest der Legislaturperiode von Hermann Tempel übernommen.

## Schriften
- Das Verhältnis der Armenverbände zu den Versicherungsanstalten, 1901. (zusammen mit Alfred Olshausen)

Nicht Wilhelm Helling aus Vehs, sondern Dr. Wilhelm Helling aus Lübeck, Rat der Landes-Versicherungsanstalt der Hansestädte, war  der Mitverfasser  dieser Schrift.
Das ergibt sich u. a. auch aus den persönlichen Daten. Bei der Publikation dieser Schrift war Wilhelm Helling
aus Vehs gerade erst 20 Jahre alt.
(Quelle: Schriften des deutschen Vereins für Armenpflege und Wohlthätigkeit, 53. Heft, Leipzig, Verlag von Duncker und Humblot, 1901)